# Наутон, Нэтари
Нэтари Наутон (англ. Naturi Naughton, род. 20 мая 1984) — американская певица, рэпер и актриса. Она получила известность как участница женского трио 3LW с 1999 по 2002 год, а в 2009 году дебютировала на большом экране с ролями в фильмах «Слава» и «Ноториус». В 2014 году Наутон начала сниматься в сериале Starz «Власть в ночном городе».

## Биография
Наутон родилась и выросла в Ист-Ориндже, Нью-Джерси, и в детстве пела в церковном хоре. В 1999 году, в пятнадцатилетнем возрасте, Наутон вместе с Адриенной Бейлон и Кили Уильямс создала группу 3LW. Их дебютный альбом 3LW стал платиновым, а синглы «No More (Baby I’ma Do Right)», «Playas Gon’ Play» и «I Do (Wanna Get Close to You)» добились успеха в чартах. Наутон покинула группу летом 2002 года из-за конфликта с другими участницами.
После ухода из группы, Наутон сконцентрировалась на актёрской карьере. С 2005 по 2008 год она выступала в бродвейском мюзикле «Лак для волос». Затем она сыграла Lil’ Kim в биографическом фильме «Ноториус». В 2009 году она сыграла ведущую роль в мюзикле «Слава», который несмотря на негативные отзывы от критиков стал хитом в прокате. С тех пор она переместилась на телевидение, где имела регулярные роли в недолго просуществовавших сериалах «Клуб «Плейбоя»» и «Список клиентов». В 2014 году она начала исполнять основную женскую роль в сериале Starz «Власть в ночном городе».
У Нэтари есть дочь (род. 19.07.2017) от бойфренда Бена.

## Фильмография
| Год                | Название на русском           | Название на английском            | Роль             | Примечания |
| ------------------ | ----------------------------- | --------------------------------- | ---------------- | --- |
| 2009               | Ноториус                      | Notorious                         | Lil’ Kim         | |
| 2009               | Слава                         | Fame                              | Дениз Дюпри      | |
| 2010               | Лотерейный билет              | Lottery Ticket                    | Стейси           | |
| 2010               | Безумцы                       | Mad Men                           | Тони Чарльз      | Эпизод: «Hands and Knees»                                                                                         |
| 2011               | В Филадельфии всегда солнечно | It’s Always Sunny in Philadelphia | Шадинасти        | Эпизод: «Frank’s Brother»                                                                                         |
| 2011               | Клуб «Плейбоя»                | The Playboy Club                  | Бренда           | Регулярная роль, 7 эпизодов                                                                                       |
| 2012               | Список клиентов               | The Client List                   | Кендра           | Регулярная роль, 8 эпизодов                                                                                       |
| 2013               | Парк Хайленд                  | Highland Park                     | Чэр              | |
| 2013               | Будем вместе                  | Let’s Stay Together               | Шэрон            | Эпизод: «Single Black Stacy»                                                                                      |
| 2013               |                               | Let the Church Say Amen           | Рэйчел Джексон   | Телевизионный фильм                                                                                               |
| 2014 — наст. время | Власть в ночном городе        | Power                             | Таша Сент Патрик | Регулярная роль Номинация — NAACP Image Award за лучшую женскую роль второго плана в драматическом сериале (2016) |
| 2018               | Сёстры по степу               | Step Sisters                      | Аиша             | |